# ヨコタ
株式会社ヨコタは、かつてカーテンレールやブラインドなどを取り扱っていたインテリア会社である。

## 概要
創業時は横田金属という名前で、国内で初めて真鍮製のカーテンレールを製造した企業でもあり、以来カーテンレールのヨコタとして知られる（同社ではカーテンレイルと呼ぶ）。
シェアはトップこそトーソーに譲るものの高い技術力を持ち、国産初の商品も多い。伸縮自在のカーテンレールやカーブを採り入れたカーテンレールは同社が初めて開発しており、またカーテンレールにインテリア性を見出し、装飾性を採り入れた実績もある。
また、カーテンレールの他、ブラインドも大手三社に次ぐ業績を誇る。その他、ロールスクリーンやアコーデオンドアなどを製作していた。
2010年（平成22年）3月30日に東京地裁へ破産手続開始の決定を申請した。2008年7月期には売上高63億6548万円を計上していたものの、建築基準法の改正による影響や素材価格の高騰などに伴う値下げ要請などで業績は低迷し、2009年7月期の売上高は約52億6700万円まで落ち込んだ。新製品の発売や既存品のリニューアルなどによりシェアの確保や、2009年5月には立川ブラインド工業
との業務提携などで競争力の向上に取り組んだものの、成果が現れなかった。更に、拠点の統廃合に伴う費用の発生、資産売却損などから2009年7月期には約3億8500万円の最終赤字となり、負債は約38億円にまで膨らんでしまった。

## 主な商品
- インテリアカーテンレール（装飾カーテンレール）
- 機能カーテンレール
- ベネシャンブラインド
- バーチカルブラインド
- ロールスクリーン
- アコーディオンドア
- プリーツスクリーン
- タッセル（カーテンを束ねる紐）

## 沿革
- 1932年 前身であるヨコタ製作所を創業。I型真鍮製カーテンレイル初の国産化に成功。
- 1937年 真鍮製パイプカーテンレイル（丸・角）発売。
- 1943年 木製（桜）I型カーテンレイル発売。
- 1953年 I型ステンレスレイル発売。
- 1955年 角型カーテンレイル「D型レイル」発売。
- 1960年 有限会社ヨコタ金属工業設立。
- 1965年 株式会社ヨコタ金属工業設立。
- 1966年「ロイヤルレイル」発売。
- 1974年 社名を株式会社ヨコタに変更。
- 1975年 伸縮自在カーテンレイル「ノビール」発売。
- 1977年 インテリアブラインド「コローレ」発売。
- 1982年 I型カーテンレイル「セオリー」が、経済産業省グッドデザイン賞を受賞する。
- 1984年 世界初～手引き・電動兼用電動カーテンモーター「オーマックM30」 シリーズの発売。
- 1988年 ロールスクリーン「リエール」発売。
- 1989年 「オーマックM-100」発売。
- 1993年 画期的な静音カーテンレイル「シューティー」発売。
- 1996年 リエール静音スプリングが、経済産業省のグッドデザイン賞を受賞する。
- 1999年 省エネ効果が高い「グラデーションブラインド」発売。
- 2000年 環境配慮商品「ユリディスエコ、フリークエコ」発売。
- 2005年 新開発ベルトドライブカーテンモーター「グリストロ」発売。
- 2010年 東京地方裁判所により破産手続開始決定。